# マグヌス (ザクセン公)
マグヌス（Magnus, 1045年頃 - 1106年8月23日）は、ビルング家最後のザクセン公（在位：1072年 - 1106年）。ザクセン公オルドルフとノルウェー王オーラヴ2世の娘ヴルフヒルトの子。

## 生涯
1070年、バイエルン公オットー・フォン・ノルトハイムが神聖ローマ皇帝ハインリヒ4世から皇帝暗殺を計画したとしてバイエルン公位を取り上げられた。マグヌスはオットーと同盟、ハインリヒ4世と戦ったが敗れてハルツ城に投獄された。1072年に解放されたが、ザクセン貴族達はハインリヒ4世の措置に怒り反乱を起こした（ザクセン戦争）。1074年で一旦和睦したが、翌1075年のホムブルクの戦いで敗れて再度投獄、ハインリヒ4世に降伏した。
しかし、ハインリヒ4世がローマ教皇グレゴリウス7世と叙任権闘争で争うと、マグヌスは対立王ルドルフと共にハインリヒ4世に反抗した。その後和解したが、ブレーメン大司教アダルベルトと紛争を引き起こした。
1106年に死去。息子が無かったため、ビルング家は断絶した。同年にハインリヒ4世も亡くなり、後を継いだハインリヒ5世はザクセン貴族ロタール・フォン・ズップリンブルクをザクセン公に任命、ロタールは後にハインリヒ5世亡き後の皇帝に即位した（ロタール3世）。ロタール3世からザクセンを相続したハインリヒ傲岸公、傲岸公からザクセンを奪ったアルブレヒト熊公はマグヌスの外孫である。

## 子女
1071年、ハンガリー王ベーラ1世の娘ゾフィーと結婚、2人の子を儲けた。
1. ヴルフヒルト（1075年 - 1126年） - バイエルン公ハインリヒ9世と結婚
2. アイリカ（1080年 - 1142年） - バレンシュテット伯オットー（アスカーニエン家）と結婚